# こち亀40周年企画
こち亀40周年企画（こちかめよんじっしゅうねんきかく）は、秋本治の漫画『こちら葛飾区亀有公園前派出所』（こち亀）の連載40周年を記念して『週刊少年ジャンプ』で2016年42号にて行われた誌上イベント及び連載40周年に関連したイベント。2016年がこち亀40周年になるため、この年を「こち亀イヤー」としてジャンプ本誌を中心に様々な企画が8月から11月にかけて行なわれた。

## 概要
祝!超豪華こち亀銅像15体目完成記念 銅像除幕式
2016年8月7日、両津勘吉、中川圭一、秋本・カトリーヌ・麗子の3キャラクターが1組になったカラー銅像の除幕式が行なわれた。これに関連して、2016年8月7日から18日にかけて亀有において「みんなでまわろう!こち亀銅像スタンプラリー」が開催された。
週刊少年ジャンプ増刊・こち亀ジャンプ
2016年8月16日発売。巻頭カラーで描き下ろされた新作エピソードには、リオデジャネイロオリンピックの時期と重なったため日暮熟睡男が登場した。岸本斉史と矢吹健太朗がそれぞれ描き下ろしたこち亀オリジナルエピソードも収録された。ジャンプ作家が選んだ傑作選も全20話掲載された。
低予算型テーマパーク 浅草亀やしき
こち亀の40周年と単行本200巻刊行を記念し、浅草花やしきとのコラボが2016年8月20日から28日まで開催された。
『こち亀』連載40周年記念絵巻奉納式
2016年9月3日に神田明神で行われた。式の後の記者会見にて、2016年9月17日発売の2016年42号をもって連載を完結、同日発売のコミック200巻で最終巻とすることを発表。
こち亀展 こちら中央区日本橋高島屋内派出所
東京・日本橋の高島屋日本橋店催会場において、連載40周年と単行本200巻を記念したイベントが2016年9月14日から26日まで開催された。
この展覧会は全国巡回することが決定し、第一弾として、大阪・大丸心斎橋店14階イベントホールにて2016年12月16日から2017年1月9日まで「こち亀展 こちら中央区大丸心斎橋店内派出所」が開催された。その後、2017年3月15日から3月27日にかけて神奈川・横浜高島屋、3月30日から4月9日にかけて福島・中合福島店、4月14日から5月14日にかけて愛知・テレピアホール、5月20日から7月9日にかけて北海道・釧路市立美術館、10月20日から11月25日にかけて愛知・豊川市桜ヶ丘ミュージアム、2017年12月29日から2018年1月21日にかけて青森・青森中三でも開催された。
会場では、神田明神に奉納された絵巻や過去の原画などの展示に加え、最終話後の描き下ろしエピローグ【想い出の巻】が会場限定で公開された。2021年10月4日発売のこち亀201巻にも収録されている。
週刊少年ジャンプ2016年42号
2016年9月17日発売。この号でこち亀は連載40周年を達成し、最終話を迎えた。同号では表紙と巻頭カラーを飾り、第1話「始末書の両さんの巻」もオールカラーで掲載された。同日には最終巻となる単行本200巻が同時発売され、同じ日に最終話が載ったジャンプ本誌と単行本最終巻が発売されるという他に類を見ない企画となった。ジャンプ本誌と単行本では最終話のラスト4Pのオチが違っており、描き下ろしとなっている。予想以上の売れ行きとなり、各地で品薄状態となった。また、同号では、「40周年超記念!こち亀イヤーにこち亀ウェア大プレゼント!」と称した懸賞企画が特別に行われ、「40周年記念扇子」「制服Tシャツ」「こち亀キャップ」「 40周年記念クリアファイル」が抽選でプレゼントされた。
ジャンプに隠れた40コの両さんマユゲを探せ!!
『ジャンプ』に掲載された全ての漫画に『こち亀』の主人公である両津勘吉のマユゲが必ず1個隠れており、漫画も記事も全て合わせて40個ばら撒かれた。
参加作品
- 磯部磯兵衛物語〜浮世はつらいよ〜
- 鬼滅の刃
- 銀魂
- 斉木楠雄のΨ難
- 左門くんはサモナー
- 食戟のソーマ
- 背すじをピン!と〜鹿高競技ダンス部へようこそ〜
- たくあんとバツの日常閻魔帳
- 特別国家公務員改造者対策課 田中誠司（第11回金未来杯読切）※全作家描き下ろし両さん表紙は不参加
- トリコ
- ハイキュー!!
- 火ノ丸相撲
- ブラッククローバー
- 僕のヒーローアカデミア
- 約束のネバーランド
- ゆらぎ荘の幽奈さん
- ラブラッシュ!
- レッドスプライト
- ワールドトリガー
- ONE PIECE

こちら葛飾区亀有公園前派出所 単行本200巻
2016年9月17日発売。最終巻。通常版と特装版の2種類が同時発売された。特装版には350人を超えるキャラクターの情報と全話のリストを掲載した「こち亀超書（スーパーノート）」が同梱された。これを記念して、2016年9月17日から30日にかけて、亀有地区で「こち亀スタンプラリー」が開催された。
VS.（バーサス）こち亀 こちら葛飾区亀有公園前派出所ノベライズアンソロジー
2016年9月17日発売。アニメ『おそ松さん』、アニメ『ガールズ&パンツァー』、秋田禎信『魔術士オーフェン』、朝井リョウ『チア男子!!』、初野晴『〈ハルチカ〉シリーズ』、東川篤哉『謎解きはディナーのあとで』の6タイトルのアニメ・小説作品とこち亀のコラボ小説を収録。
「こち亀」駅ジャック
JR東日本常磐線緩行線亀有駅において、200巻全ての表紙・背景紙で、亀有駅構内の床面、壁面、階段、エスカレーターなどあらゆる場所をジャックした。亀有駅で駅ジャック広告を展開するのは史上初となる。2016年9月17日から9月30日まで開催された。
みんなのこち亀
2016年44号から52号までジャンプ作家達が週替わりで特別コラボ漫画を描く企画。2016年44号では堀越耕平、麻生周一、沼駿、島袋光年、附田祐斗の5名が1P漫画を描く。2週間後の2016年46号から52号まで（47号以外）週替わりで描き下ろし漫画が掲載された。
参加作家
- 堀越耕平、麻生周一、沼駿、島袋光年、附田祐斗（2016年44号）
- 田村隆平（2016年46号）
- 仲間りょう（2016年48号）
- 古味直志（2016年49号）
- 篠原健太（2016年50号）
- 椎橋寛（2016年51号）
- 松井優征（2016年52号）

∞（無限）巻
2016年11月4日発売。連載40周年のトリを飾る記念本として刊行され、神田明神に奉納された「こち亀」の巨大絵巻物のミニチュアと、絵巻にまつわるマンガや解説を収めた本がセットになっている。
こち亀 爆売れ御礼!! 両さん特別アニバーサリーパック
2016年12月31日発売。価格は780円。重版した『週刊少年ジャンプ』2016年42号と『こち亀ジャンプ』がセットになっている。両誌とも発売日から数日で完売した店が各地で続出し、入手できなかったとの声が多く寄せられたために重版が実現した。週刊少年ジャンプの重版は創刊48年の歴史の中で初となった。オリジナルの物と比較すると、重版の方は懸賞のアンケートハガキが全てポストカードに差し替えられている。

### メディア
こちら葛飾区亀有公園前派出所 THE FINAL 両津勘吉 最後の日
こち亀の原作最終話の翌日の2016年9月18日に放送されたTVアニメスペシャル。2008年から実に8年ぶりのTVアニメスペシャルとなった。
こちら葛飾区亀有公園前派出所ベストエピソードセレクションDVD
2016年12月22日発売。上記TVアニメスペシャルを含め、過去に放映された作品の中からファン投票と関係者が選んだ40話を収録している。ジャケットのイラストが描きおろしとなっている。
舞台版 こちら葛飾区亀有公園前派出所
原作40周年を記念して、東京で2016年9月9日から19日まで、大阪で2016年9月23日から25日まで公演された。